# Uffheim
Uffheim là một xã trong tỉnh Haut-Rhin, vùng Grand Est ở đông bắc Pháp. Xã này có diện tích 4,36 km², dân số năm 1999 là 876 người. Khu vực này có độ cao 270 mét trên mực nước biển.